# Goshen (Bible)
Pour les articles homonymes, voir Goshen.
Goshen est selon la Bible une région de l’Égypte où les Hébreux ont résidé pendant leur séjour en Égypte et où ils demeurèrent jusqu’à leur sortie d’Égypte. Goshen est la transcription de l'hébreu גֹּשֶׁן (gošen). Il est rendu par Gessem dans la Septante.
Dans la Bible, Goshen désigne vraisemblablement une région de Basse-Égypte, à l'est du delta du Nil, entre l’isthme de Suez et le bras du Nil aboutissant à Péluse. Lorsque le patriarche Jacob se réfugie en Égypte pour fuir la famine en Canaan, il s'installe en terre de Goshen. Les Hébreux y habitent encore lors de l'Exode.
D'après une tradition égyptienne rapportée par Manéthon et citée par Flavius Josèphe, Moïse aurait été un prêtre renégat de la ville d'Héliopolis dans le Delta. Le pays de Goshen était coupé par le canal qui joignait le Nil à la mer Rouge, et sur les bords duquel les Hébreux furent contraints de construire les deux villes de Pithôm (Pr Itm, la ville du dieu Atoum) et de Ramsès ; près des ruines de la première se trouve encore aujourd’hui, comme au temps des Romains, un lieu appelé Tell Joudeheh (Vicus Judæorum).